# Gaelic Football bei den Olympischen Spielen
Gaelic Football war bisher lediglich einmal als Demonstrationssportart bzw. im Rahmen des inoffiziellen Programms bei den Olympischen Sommerspielen 1904 in St. Louis vertreten. Letztlich fand am 20. Juli 1904 nur ein einziges Spiel zwischen zwei US-amerikanischen Teams namens Fenians (Chicago) und Innisfails (St. Louis) statt, welches 10:0 für Fenians endete.
Erst 120 Jahre später war der gälische Fußball  als Teil der Gaelic Games, eines Sportfestivals in der Nähe von Château de Vincennes, im Rahmenprogramm der Olympischen Sommerspiele 2024 in Paris wieder präsent.